# Théâtre du Temps
 (mars 2025).
Le Théâtre du Temps, fondé en 1980 par Junji Fuseya et Miguel-Angel Lopez, est un théâtre situé au 9 rue du Morvan dans le 11e arrondissement de Paris.
Co-dirigé par Mickaël Sabbah et Emilie Portant depuis 2008, le Théâtre du Temps articule sa programmation autour du théâtre contemporain mais également autour des musiques actuelles.

## Historique

### Origines du théâtre: 1980
Pendant 25 ans, Junji Fuseya, fondateur du Théâtre du Temps, consacre son théâtre à la recherche d'une alliance entre les cultures japonaises et françaises, mettant en scène principalement des thèmes empruntés à la Grèce antique et « s'inspirant des techniques du Nô, du Kabuki ou du Kyogen adaptées pour des interprètes et spectateurs occidentaux »[source insuffisante].
Outre ses propres créations, Junji Fuseya accueille également des jeunes compagnies ainsi que des figures de premier plan du théâtre japonais, tels Sensaku Shigayama, Trésor national vivant, ou encore Tomiko Takaï cofondatrice de la danse Buto[source insuffisante]. 

### Changement de direction: 2007
En 2007, Junji Fuseya quitte son théâtre pour créer une fondation artistique à Palma de Majorque, le lieu est alors repris par l’auteur, acteur et metteur en scène Mickaël Sabbah et Émilie Portant, codirectrice, programmatrice et collaboratrice artistique. Sous leur direction, l'établissement continue de s'inscrire dans la vie culturelle et sociale du quartier, tout en s'affirmant comme un « laboratoire social où le décloisonnement entre les publics est encouragé ».
Depuis 2007, le théâtre devient le lieu de création de la compagnie Anànkë, dirigée par Mickaël Sabbah. Avec Émilie Portant ils produisent une œuvre dont « le maître mot est la poésie » […] qui, selon eux, caractérise « tout ce qui a trait à la fragilité de ce monde, à sa magie, irradie bel et bien ce théâtre où le spectateur est invité à un moment de bonheur ».

## Activités
Le théâtre accueille des compagnies extérieures mettant l'accent sur « un théâtre contemporain de qualité, volontiers pluridisciplinaire. Se mêlent ainsi […] le théâtre, la danse, la musique, la performance visuelle ou sonore […] »,[passage promotionnel]. 
En 2007, le théâtre accueille le festival Blue Valentine, «  festival pluridisciplinaire (textes performance, danse, théâtre, peinture, photo, video, son, musique, arts numériques) qui met à l'honneur la révolutionnaire Olympe de Gouges et développe les thèmes de l'Amour, de la Liberté féminine, du Voyage et de l'Exclusion. »[source insuffisante]
Depuis quelques années[évasif], c’est surtout vers la nouvelle scène musicale française que le Théâtre du Temps entend développer son activité parallèlement au théâtre. En 2017, il organise la première édition des Moments Sonores (Mo So), une soirée d’expérimentations musicales et sonores où le public est invité à découvrir des artistes contemporains innovants de la nouvelle scène de musiques actuelles française.
Enfin, depuis 2021, le Theatre du Temps a installé un système sonore spatialisé, capable de créer une expérience auditive d'immersion. 